# 朱崖軍
朱崖軍，中国北宋时设置的军。
宋太祖开宝五年（972年）改振州置崖州，宋神宗熙宁六年（1073年）降崖州为朱崖军。治所在宁远县（今海南省三亚市西北崖城镇），属广南西路。辖境有今海南省三亚市及保亭、乐东两县部分地。宋徽宗政和七年（1117年）改为吉阳军。明朝洪武元年（1368年）又升为崖州。